# Pew Research Center
A Pew Research Center (magyarul Pew Kutatóközpont) egy független amerikai agytröszt, amelynek székhelye Washington DC.-ben található. 

## Tevékenysége
Információkat nyújt az Egyesült Államokat és a világot formáló társadalmi kérdésekről, a közvéleményről és a demográfiai trendekről. Közvélemény-kutatásokat, demográfiai kutatásokat, felméréseket, médiatartalom-elemzést és társadalomtudományi kutatásokat is végez.
A The Pew Charitable Trusts nonprofit szervezet leányvállalata, a 2010-es évek végén több mint 160 alkalmazottja van.

## Etimológia
Nevét Joseph Newton Pew (1848–1912) amerikai olajmágnásról kapta.

## Kutatási témák
A központ kutatása a következő tématerületekre terjed ki:
- Az Egyesült Államok politikája
- Nemzetközi ügyek
- Bevándorlás és migráció
- Etnikumok
- Vallás
- Életkor és generációk
- Nemek és LMBTQ
- Családi kapcsolatok
- Gazdaság és munka
- Tudomány
- Internet és technológia
- Hírek és média
- Kutatás-módszertan [6]
- Régiók és országok